# Legislatura Nevady
Legislatura Nevady (Nevada Legislature) - parlament amerykańskiego stanu Nevada, główny organ władzy ustawodawczej na szczeblu stanowym. Ma charakter bikameralny i składa się ze Zgromadzenia oraz Senatu. Łącznie w jej skład wchodzi 63 członków, co czyni ją czwartą najmniej liczną legislaturą stanową w USA (po parlamentach Nebraski, Alaski i Delaware). 
Zgromadzenie liczy 42 członków, wybieranych na dwuletnią kadencję w jednomandatowych okręgach wyborczych. W skład izby wyższej wchodzi 21 senatorów wybieranych na cztery lata, przy czym co dwa lata odnawiana jest połowa składu. Siedemnastu członków Senatu pochodzi z okręgów jednomandatowych, a czterech pozostałych z dwóch okręgów dwumandatowych. 
Historyczną siedzibą Legislatury był Kapitol Stanowy Nevady w Carson City. Od 1971 gmach ten służy tylko urzędowi gubernatora, a dawna część parlamentarna została przekształcona w muzeum. Legislatura korzysta natomiast z własnego budynku, wzniesionego tuż obok Kapitolu. 

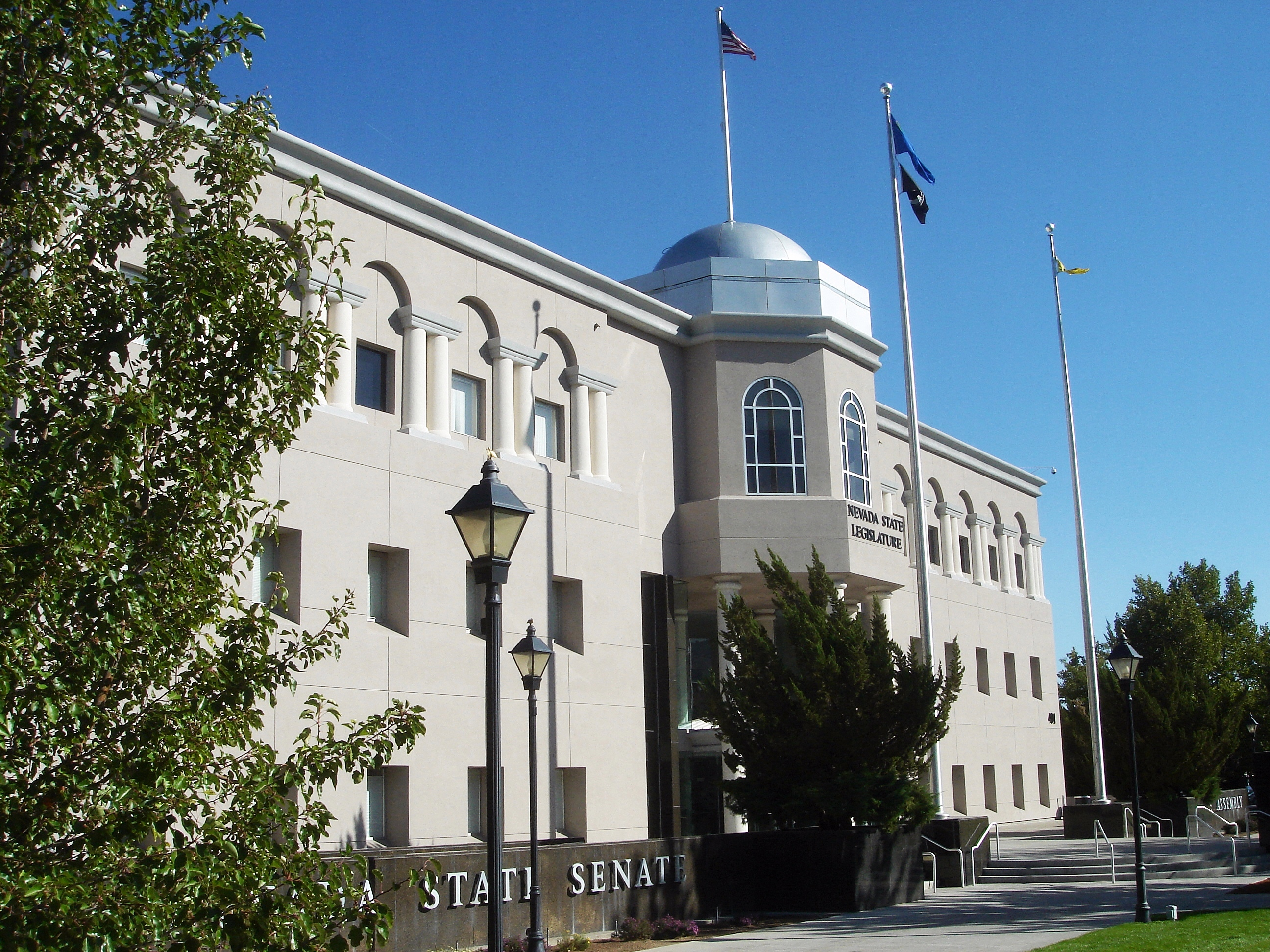
Gmach Legislatury Nevady w Carson City